# Lőrinczy György (fotóművész)
Lőrinczy György (Budapest, 1935. április 22. – New York, 1981. május 27.) elméleti szakíró, fotóművész.

## Életrajz
1953-ban érettségizett a Fasori Evangélikus Gimnáziumban. 1954 és 1957 között az Állatorvosi Egyetem hallgatója volt, majd grafikusként, lencsecsiszolóként dolgozott és lassanként a fényképezés minden ágában kipróbálta magát (nyomdai fényképész, portréfelvételező, reklámfotós, riporter). 1963-tól a Budapesti Történeti Múzeum számára készítette műemléki és tárgyfotókat, valamint montázsokat a Budapest számos képét publikálta. 1965-ben Koncz Csabával és Nagy Zoltánnal közösen rendezett egyik kiállítást az Építők Műszaki Klubjában, mely a magyar avantgárd fényképezés legfontosabb eseményévé vált. 1967-ben a debreceni Műhely '67 c. kiállítás egyik rendezője volt. A Fényképművészeti Tájékoztató és a Fotóművészet jelentette meg tanulmányait, elméleti írásai és kritikái. 1968-ban elutazott New Yorkba, az itt készített fotóiból összeállította a legendás New York, New York című albumát, mely Magyarországon az első öntörvényű, nem illusztráló, hanem könyvalkotásként megálló fotóalbum lett. 1968-ban tagja lett a Magyar Fotóművészek Szövetségének. 1969-től 1973-ig készített városalbumokat és reklámfilmeket, 1973-ban Amerikába vándorolt ki. New Yorkban merített papírra és házilag felvitt emulzióra készített akrilfestékkel átfestett képeket. 1974 és 1976 között az Art-Rite magazin fotószerkesztőjeként dolgozott, művei megjelentek az Art in America és a Union Seminary Quarterly című lapokban. 1975-ben a Not Photography/Photography kiállításon is rész vett, melyen Christo, Andy Warhol és mások is szerepeltek. 1979-ben megkapta az amerikai állampolgárságot. 1981-ben az első önálló New York-i kiállítását tartotta, majd egy hónappal később elhunyt. Meghatározó alakja a magyar avantgárd fotográfiának.

## Egyéni kiállítások
- 1965 • Építők Műszaki Klubja, Budapest [Koncz Csabával, Nagy Zoltánnal]
- 1967 • (gyűjteményes), Magyar Építőművészek Szövetsége Székháza, Budapest
- 1981 • New York
- 1984 • New York, New York, Fotóművészeti Galéria, Budapest (kat.)
- 1994 • Szent István Király Múzeum, Székesfehérvár • Vízivárosi Galéria, Budapest
- 1995 • Budapest Galéria, Budapest (retrospektív) • Budapest Galéria az 1965-ös kiállítás újrabemutatása [Koncz Csabával, Nagy Zoltánnal] (kat.).

## Válogatott csoportos kiállítások
- 1967 • Műhely '67, Debrecen • Vác • Párizsi Biennálé, Párizs
- 1975 • Not Photography/Photography, Fine Arts Building, New York
- 1979 • Tény-kép, Műcsarnok, Budapest
- 1982 • Dokumentum No. 4., Vegyipari Egyetem, Veszprém (kat. bev. • GERA M.)
- 1987 • Műhely '67, Kossuth Lajos Tudományegyetem Galéria, Debrecen (kat.).

## Könyvei
- A budai Vár, 1968
- Szentendre, 1968
- Ostromverte várak [Balla Demeterrel, Gink Károllyal, Schopper Tiborral], 1969
- Sopron, 1971
- New York, New York, 1972
- Szentendre, 1973
- Budavári kapuk, falak [Jankovich Júliával, Lőrinczy György nevének feltüntetése nélkül], 1973